# 田仲一成
田仲 一成（田仲 一成、たなか いっせい、1932年11月5日—2025年3月29日），是日本的中国戏剧研究学者，现任東京大学東洋文化研究所名誉教授、日本学士院会員、東洋文庫專任研究員。

## 生平
1932年出生于東京都。1955年毕业于東京大学法学部，1962年在东京大学研究生院人文科学研究系中国文学专业博士课程学分修满后退学。后任北海道大学文学部助教。于1968年任熊本大学法文学部讲师、副教授，1971年获日本中国学会賞。1972年任東京大学東洋文化研究所助教授、1981年升任教授，1983年以「中国祭祀戏剧研究」为论文获得東京大学文学博士、1993年退休，獲得名誉教授的稱號、同年获得恩賜賞、日本学士院賞、出任金泽大学文学部教授。1998年轉任樱花学園大学教授、兼任圖書館長，2000年退職、同年被選定為日本学士院会員。2001年東洋文庫常務理事兼圖書部長，2019年退任，成為專任研究員，2007年接受瑞宝重光章胸章。 （『日本紳士録（平成18年版）』『人事興信禄（平成21年版）』）
田仲一成从祭祀的角度对中国戏剧进行研究，受到很高评价。高島俊男辞去冈山大学職位，来到东大图书馆寻找水浒传相关的资料，但没有找到。失望之中，在上厕所時，田仲走過走廊，雖然彼此好久沒有見過，但他一看就認同我，立刻帶我到書庫裡一起去找該書。其眼力可見。（高島『水浒传的世界』后记）。 

## 著作
- 中国祭祀戏剧研究 東京大学出版会 1981
- 中国的宗族与戏剧 华南宗族社会中的祭祀组织、礼仪以及戏剧的相关结构 東京大学出版社 1985
- 中国郷村祭祀研究 地方劇環境 東京大学東洋文化研究所 1989
- 中国巫系戏剧研究 東京大学出版会 1993
- 中国戏剧史 東京大学出版会 1998
- 明清代戯曲 江南宗族社会的表象 創文社 2000
- 中国地方戯曲研究  元明南戏向东南沿海地区的传播 汲古書院 2006